# Ngựa lùn Dülmen
Ngựa lùn Dülmen là giống ngựa bản địa duy nhất ở Đức, hiện nay là ngựa Senner của rừng Teutoburg đã tuyệt chủng. Chúng là một giống ngựa có khả năng sinh sản tốt và thích ứng tốt với cuộc sống thuần hóa. Giống ngựa này thích hợp cho việc khai thác làm ngựa kéo xe.

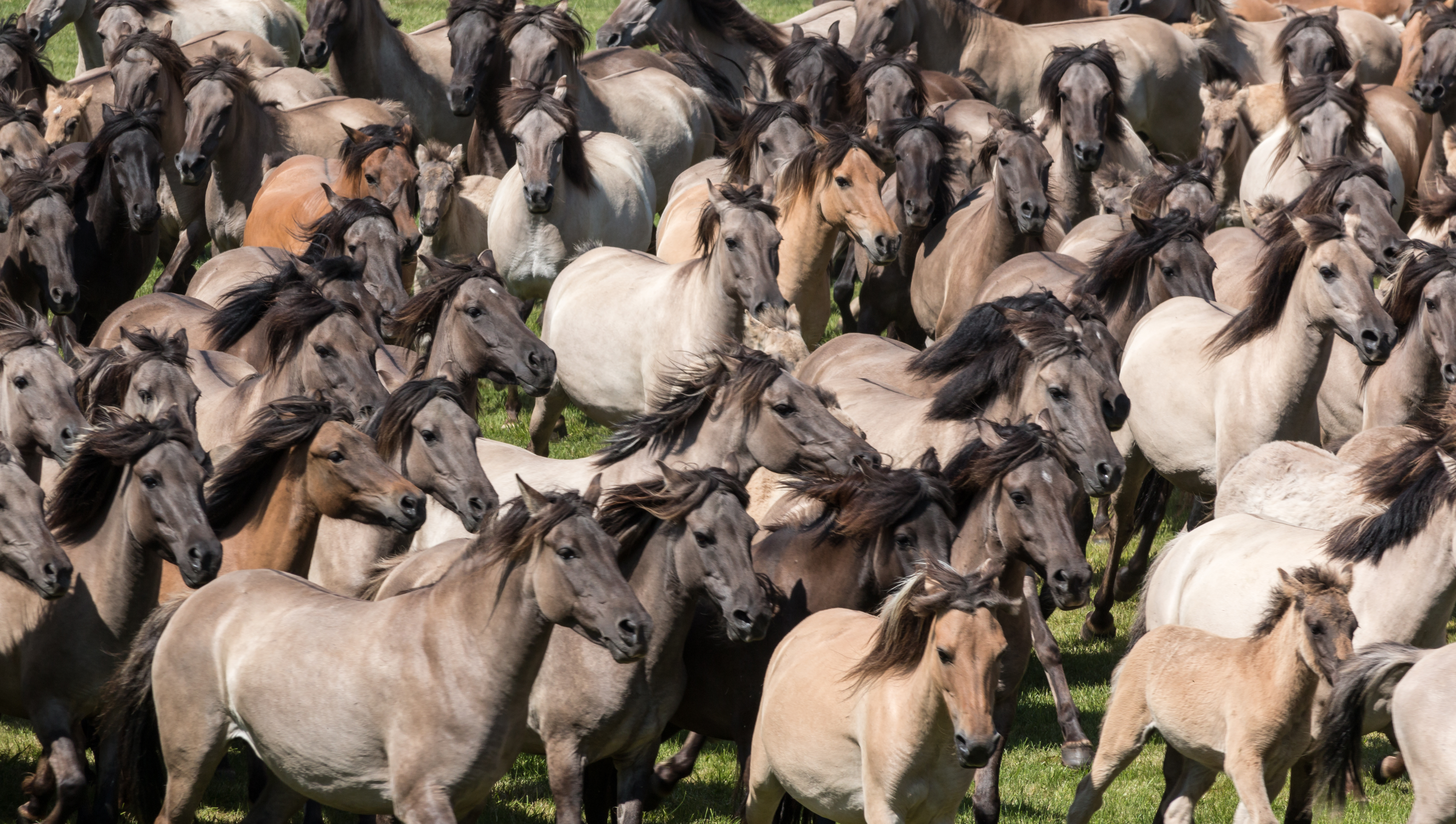

## Lịch sử giống
Ngựa Dülmen đã được tìm thấy gần thị trấn Dülmen, trong khu vực Merfelder Bruch, nơi giống ngựa này đã được ghi nhận từ đầu thế kỷ 14. Người ta tin rằng Dülmen phát triển từ các loại ngựa nguyên thủy, vì nó vẫn còn có một số đặc điểm nguyên thủy.
Những con ngựa sống trong đàn hoang dã trên khắp Westphalia cho đến thế kỷ 19, khi đất được chia và tách ra và ngựa bắt đầu mất môi trường sống của chúng. Chỉ còn một đàn hoang dã ngày nay, thuộc sở hữu của Công tước Croy, đi lang thang 860 mẫu Anh (3,5 km²) của Meerfelder Bruch. Các Công tước xứ Croy đầu tiên đã giúp đàn ngựa hoang này vào giữa thế kỷ 19.

## Thời hiện đại
Các con ngựa bị bỏ lại để tìm thức ăn và chỗ ở, phải đối phó với bệnh tật và cái chết. Do đó, chỉ có những cá thể mạnh nhất trong đàn ngựa sống sót, thúc đẩy tính chất dẻo dai của giống ngựa và làm cho chúng kháng bệnh. Mỗi năm một lần, vào Thứ Bảy cuối cùng của tháng Năm, ngựa được làm lùa thành các vòng tròn và các con ngựa được tách ra. Các con ngựa được bán tại một cuộc đấu giá công khai, và phí để mua ngựa cái được chỉ ngang với một hoặc hai con ngựa đực giống.